# Bonnie e Clyde all'italiana
Bonnie e Clyde all'italiana è un film del 1983 diretto da Steno. Il lungometraggio è una parodia della storia dei veri Bonnie e Clyde.

## Trama
Leo Gavazzi è un modesto rappresentante di commercio in giocattoli che vive in un seminterrato alla periferia di Roma. Giorno dopo giorno la sua occupazione è sempre più a rischio a causa dell'avvento sul mercato dei più moderni giocattoli elettronici. 
Rosetta Foschini (che preferisce farsi chiamare Giada) è un'annunciatrice di comunicazioni ferroviarie impiegata alla stazione Termini di Roma, porta gli occhiali perché assai miope ed è un tantino svampita.
Il destino li fa incontrare un giorno in banca, durante una rapina, dove vengono presi come ostaggi dai rapinatori. Tuttavia questi ultimi, durante la fuga in macchina, hanno un incidente stradale e rimangono tramortiti. Leo e Giada, rimasti illesi, ne approfittano per fuggire, ma nella fuga Leo, anziché riprendersi la valigia con il proprio campionario, prende inavvertitamente quella, perfettamente identica, dei rapinatori, contenente il bottino.
Leo è molto timido e si innamora a prima vista di Giada, la quale, invece, ha perduto gli occhiali nella rapina e non riesce a vedere in volto il compagno di sventura, credendo quindi che sia un uomo giovane e prestante. I due tentano di raggiungere un centro abitato - che sarà la graziosa cittadina di Tarquinia nel viterbese -, ma a breve scoprono che la polizia li considera i veri responsabili della rapina, tanto che la stampa li ha addirittura definiti "i Bonnie e Clyde degli anni '80". Dopo aver perduto la valigia con la refurtiva, vengono catturati dai rapinatori, che intendono tornare in possesso del bottino.
Dopo una serie di disavventure, i due si imbattono in un criminale evaso, che propone loro di partecipare ad un colpo ai danni di un furgone portavalori. Giada convince Leo ad accettare, poiché ritiene la loro situazione ormai compromessa. Il delinquente corteggia Giada, che sembra ricambiarlo, suscitando l'invidia di Leo. Durante il colpo, vengono però catturati dai rapinatori della banca, che li conducono in una barca, covo del loro capo.
Ma, una volta entrati nell'imbarcazione e aperto il furgone, sbuca da questo un drappello di carabinieri che arrestano l'intera banda. Si scopre a questo punto che l'evaso era in realtà un capitano dei carabinieri e che le forze dell'ordine sapevano fin dall'inizio dell'innocenza di Leo e Giada, ma che avevano deciso di usarli come esche per arrivare al capo della banda di rapinatori.
Il capitano rende a Leo la valigia con il campionario e consegna a Giada un paio di occhiali. Credendo che la ragazza sia rimasta delusa dal suo aspetto fisico e credendola ricambiare la corte del capitano, Leo se ne va, tentando di riprendere la vita di sempre. Tuttavia, mosso dall'amore per Giada, la raggiunge all'aeroporto, dove lei gli rivela di ricambiarlo. Giada gli mostra di aver ripreso la valigia con il denaro della rapina: dopo essersi imbarcati su un aereo, i due fuggono dall'Italia.

## Colonna sonora
Nei titoli di testa e nel corso del film è presente la canzone Rhapsody di Bonnie Bianco.

## Distribuzione
La pellicola è stata distribuita nelle sale cinematografiche italiane il 17 febbraio 1983.

## Accoglienza

### Incassi
Il film si è classificato al 49º posto tra i primi 100 film di maggior incasso della stagione cinematografica italiana 1982-1983.